# Samarendra Nath Roy
Samarendra Nath Roy (bengalí: समरेन्द्र नाथ राय)  (Khulna, 11 de desembre de 1906 - Jasper, 23 de juliol de 1964) va ser un matemàtic indi, emigrat als Estats Units.
El seu pare era el conegut periodista Kali Nath Roy (conegut com Kali Babu), editor del diari lliberal nacionalista The Tribune, en aquell temps publicat a Lahore. Ell va ser escolaritzat a la seva ciutat natal de Khulna. El 1928 es va graduar al Presidency College de Calcuta i el 1931 va obtenir el màster a la universitat de Calcuta. A partir d'aquesta data va començar a fer recerca en cosmologia a la universitat fins que el 1934 es va incorporar al Institut d'Estadística que havia fundat Mahalanobis uns anys abans, sense deixar totalment la universitat en la qual era conegut com Samar Babu.
Roy va anar per primera vegada als Estats Units el 1949 per a ser professor visitant de la Universitat de Colúmbia i el 1950 va acceptar una plaça de professor titular a la universitat de Carolina del Nord a Chapel Hill en la qual va romandre fins a la seva mort l'estiu de 1964 mentre era de vacances a Jasper (Alberta, Canadà).
Les recerques més importants de Roy van ser en el camp de l'anàlisi multivariant (l'anàlisi de més d'una variable explicativa) i, específicament, va fer importants aportacions en l'estudi de les distribucions de probabilitat que permeten fer tests estadístics fiables. Mentre era a Calcuta, també va treballar per establir un vocabulari científic del bengalí.